# Ufens binotatus
Ufens binotatus är en stekelart som beskrevs av Girault 1915. Ufens binotatus ingår i släktet Ufens och familjen hårstrimsteklar. Inga underarter finns listade i Catalogue of Life.